# Ogród Rembaczewskiego

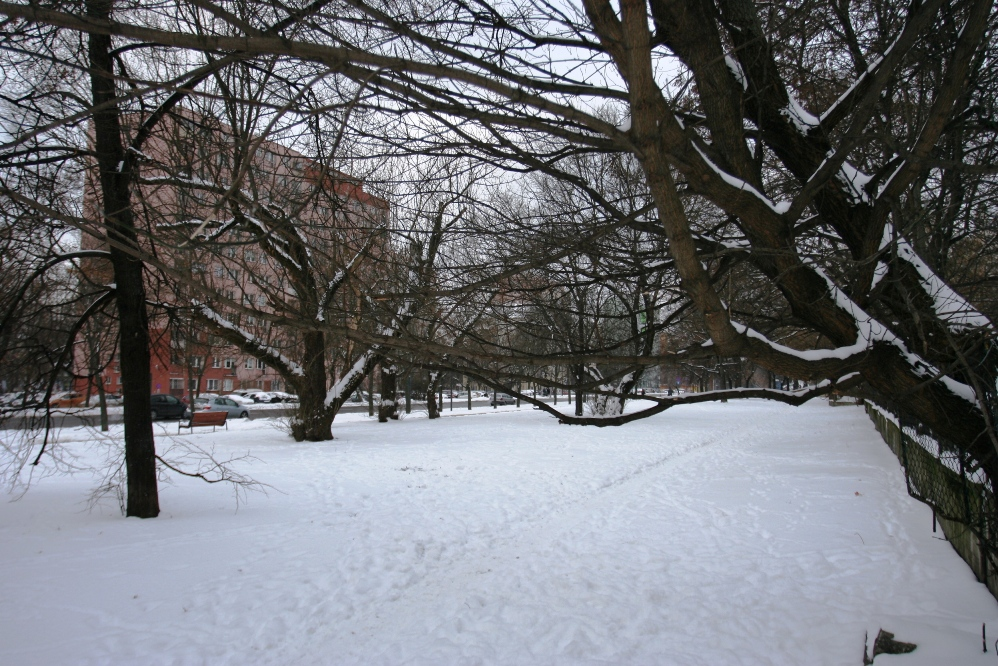
Widok obecny

Ogród Rembaczewskiego – niewielki teren wypoczynkowo-rozrywkowy, funkcjonujący na zachodnich peryferiach Warszawy na przełomie lat 30. i 40. XIX wieku. Prowadził go znany restaurator Feliks Rembaczewski. Wstęp do ogrodu był płatny; na jego terenie można było kupić posiłki i napoje oraz za dodatkową opłatą skorzystać z innych atrakcji, np. małej kolejki szynowej. W niektóre dni w ogrodzie grały zespoły muzyczne lub kilkudziesięcioosobowe orkiestry. W połowie XIX wieku działka zmieniła właściciela i zaczęła nabierać charakteru przemysłowego. Dzisiaj na tym terenie częściowo stoją bloki mieszkaniowe, a częściowo przechodzi przez nie ulica Okopowa.

## Tło społeczno-kulturowe

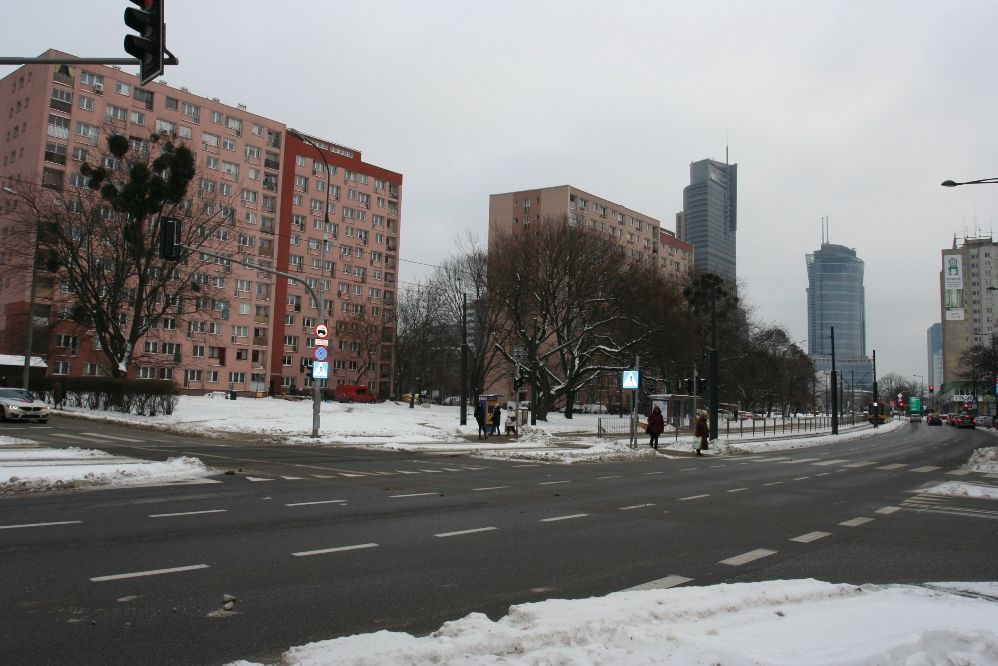
Skrzyżowanie ulic Żytniej i Okopowej (zachodnia jezdnia), dawny narożnik północno-zachodni Ogrodu

Pierwsza połowa XIX wieku przyniosła znaczny wzrost ludności Warszawy oraz istotne zmiany w strukturze społecznej mieszkańców. O ile w chwili upadku Rzeczypospolitej miasto miało nieco poniżej 100 tysięcy mieszkańców, to w erze paskiewiczowskiej – wliczając niewielki spadek populacji po powstaniu listopadowym – w Warszawie mieszkało około 140 tysięcy ludzi. Liczba osób zawodowo czynnych pod koniec lat 20. szacowana jest przez historyków na ok. 65 tysięcy. Coraz większy ich odsetek stanowiła warstwa średnia; jej rozrost wpłynął na postępującą demokratyzację życia publicznego, do niedawna zdominowanego przez środowiska arystokratyczne charakterystyczne dla okresu feudalnego. Warstwa ta obejmowała grupy od lepiej sytuowanego proletariatu poprzez drobnomieszczaństwo po uboższą burżuazję; jej liczebność wynosiła prawdopodobnie ok. 20 tysięcy ludzi. Byli to rzemieślnicy, studenci, subiekci, policjanci, listonosze, sklepikarze, nauczyciele, dziennikarze, kupcy, urzędnicy, personel techniczny manufaktur i fabryczek, niżsi oficerowie, drobni przedsiębiorcy, lekarze, prawnicy i inni. Odmiennie od warstw niższych – np. kucharek, służących, bon do dzieci, furmanów, dorożkarzy, flisaków, czeladników rzemieślniczych, węglarzy, piaskarzy, domokrążców, robotników budowlanych itp. – te grupy społeczne dysponowały pewną ilością czasu wolnego oraz środkami, przeznaczonymi na jego zagospodarowanie. W związku z rosnącym popytem na tego typu usługi z czasem zaczęła pojawiać się stosowna oferta komercyjna. Były to placówki i atrakcje takie jak różnorakie resursy, kluby rzemieślnicze, kawiarnie, restauracje, wystawy, teatry, teatrzyki, pokazy cyrkowe czy akrobatyczne, strzelnice, fajerwerki, odczyty, czytelnie, koncerty, bale, zabawy taneczne itp; na pograniczu sfery akceptowanej społecznie funkcjonowały również powszechnie odwiedzane domy publiczne. Z myślą o klienteli z warstw średnich funkcjonowały też na otwartym powietrzu, na ogół na terenach zielonych, stałe miejsca rozrywki, do których wstęp był odpłatny lub częściowo odpłatny. Pozostając na ogół we własności prywatnej, zyskały one z czasem nazwę tzw. ogrodów lub ogródków i stały się celem popołudniowych lub sobotnio-niedzielnych wycieczek.

## Ogrody i ogródki

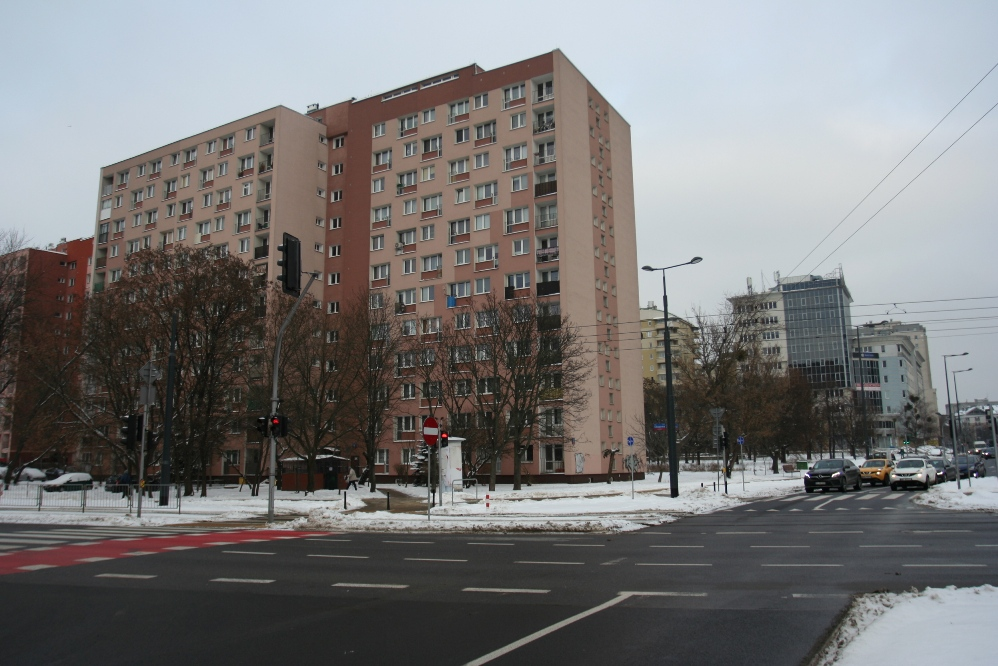
Skrzyżowanie ulic Leszno i Okopowej (zachodnia jezdnia), dawny narożnik południowo-zachodni Ogrodu

Od końca XVIII wieku w dużych europejskich miastach zaczęły powstawać dostępne za opłatą lub publiczne tereny zielone; miały one pełnić funkcję rekreacyjną i przeciwdziałać negatywnym skutkom transformacji przestrzennych i funkcjonalnych związanych z zagęszczaniem się miast. W XIX wieku wytworzyło się kilka kategorii takich założeń, od parków miejskich przez parki podmiejskie, skwery, bulwary, planty, po ogrody dydaktyczno-wystawowe. Jedną z tych kategorii były tzw. ogrody ludowe, zakładające duże skupienie programu o charakterze funkcjonalnym; oprócz obiektów w typie zajazdu czy kawiarni mieściły one czasem np. place gier czy podesty dla zespołów muzycznych. W Warszawie powstało kilka takich miejsc. Niektóre miały charakter prestiżowy, np. otwarta w roku 1828 Dolina Szwajcarska. Inne nastawione były na mniej elitarną klientelę; te powstawały raczej na obrzeżach miasta, np. na południu na Wierzbnie czy Sielcach, a na północy na Marymoncie czy Powązkach. Podobne ogrody funkcjonowały na zachodnich rubieżach Warszawy. Na terenach wsi Czyste, już za Okopami Lubomirskiego, wyznaczającymi w tym okresie granicę miasta, znajdował się tzw. ogród Schultza. Leżał on w rejonie skrzyżowania dzisiejszych ulic Kasprzaka i Karolkowej i był odwiedzany przede wszystkim przez niemieckich rzemieślników. Przy trakcie kaliskim, na terenach wsi Wola, istniał tzw. ogród Unruha. W początku lat 30. zakład odkupił przedsiębiorca Rudolf Ohm, a teren ten – znajdujący się częściowo w miejscu obecnej zajezdni tramwajowej, a częściowo szpitala zakaźnego – stał się znany jako ogród Ohma. Oba miejsca były łatwo dostępne dla mieszkańców zachodnich rejonów Warszawy; od kościoła karmelitów na Lesznie dzieliło je około 30–45 minut marszu. W ogródkach prowadzono wyszynk, choć sprzedawano głównie piwo; grano w bilard i kręgle, palono tytoń, pito kawę, a w niektóre dni gościom przygrywały nawet kilkudziesięcioosobowe orkiestry.

## Leszno i Okopy Lubomirskiego

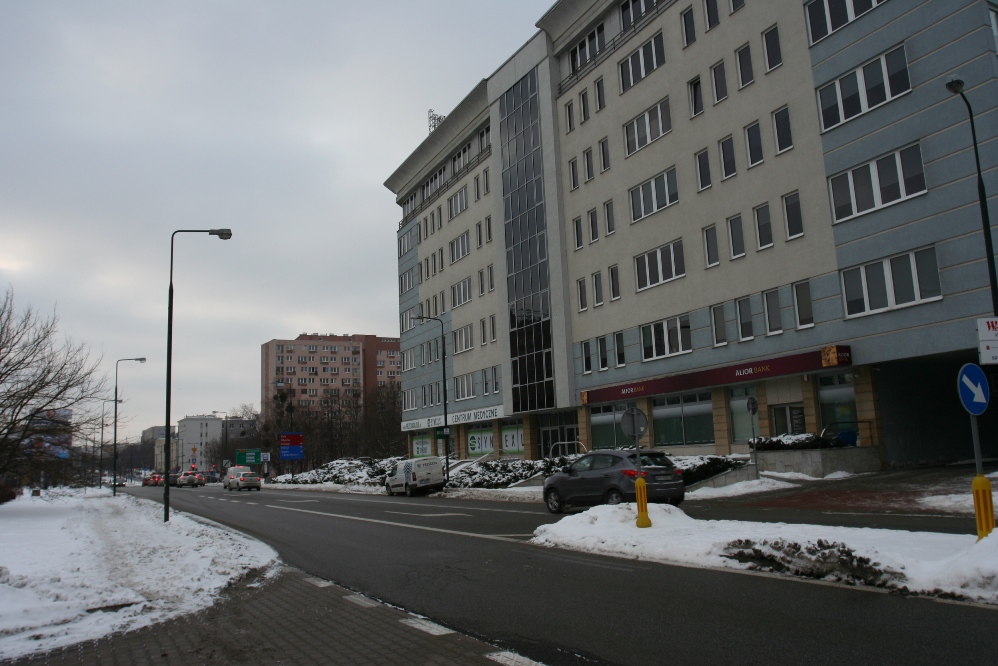
Ulica Leszno, prawdopodobny dawny narożnik południowo-wschodni Ogrodu

W okresie paskiewiczowskim z centrum miasta do Okopów Lubomirskiego prowadziło kilka ulic, na odcinkach zachodnich mających charakter dróg gruntowych. Najważniejsza była ulica Chłodna, która prowadziła do Rogatek Wolskich; stanowiły one zachodnią bramę miasta, gdzie kontrolowano podróżnych i pobierano różne opłaty. Jeszcze dalej na północ do wałów dochodziła Ogrodowa, znaczniejsza ulica Leszno i znowu mniejsza ulica Żytnia. Tereny te miały charakter zdecydowanie wiejski, a zwarta zabudowa sięgała od wschodu tylko do linii ulicy Żelaznej. Na zachód od niej pomiędzy drogami znajdowały się tereny zielone, głównie sady, ogrody uprawne i gdzieniegdzie pola. Z map wynika, że tereny te miały pofałdowany charakter; wznosiły się na nich niewysokie pagóry, trafiały się zapadliska i niewielkie stawy. Na kilku działkach stały odosobnione budynki, w przeważającej części drewniane. Niektóre z nich miały charakter przemysłowy; na północ od Żytniej stało kilka zakładów garbarskich, na południe od Leszna na niewielkim wzniesieniu pracował wiatrak, znany jako „młyn Szmyta”, a jeszcze dalej, między Lesznem a Ogrodową, funkcjonował późniejszy browar Hermana Junga. Nieco wyjątkowy charakter miała działka między ulicami Żytnią i Leszno, która przylegała do biegnącej od wewnątrz wzdłuż Okopów Lubomirskiego drogi podwalnej. Jeszcze w czasach stanisławowskich teren ten kupił królewski tapicer Urban Forestier. Postawił on tam niewielki jednopiętrowy dworek, służący jako letnia rezydencja; o jego zaprojektowanie uczeni podejrzewają znanego architekta, Efraima Szregera. W XIX wieku posesja znalazła się w posiadaniu bankiera Augusta Arndta. Ten urządził na działce uporządkowany ogród z centralnym rondem i gwiaździstym układem alejek, przy wale usadowił niewielki budynek nieznanego przeznaczenia, a na skraju posesji przy ulicy Leszno postawił młyn. W drugiej połowie lat 30. od kolejnego właściciela, niejakiego Kriegera, ogród i przylegające tereny odkupiło małżeństwo Rembaczewskich.

## Założenie ogrodu

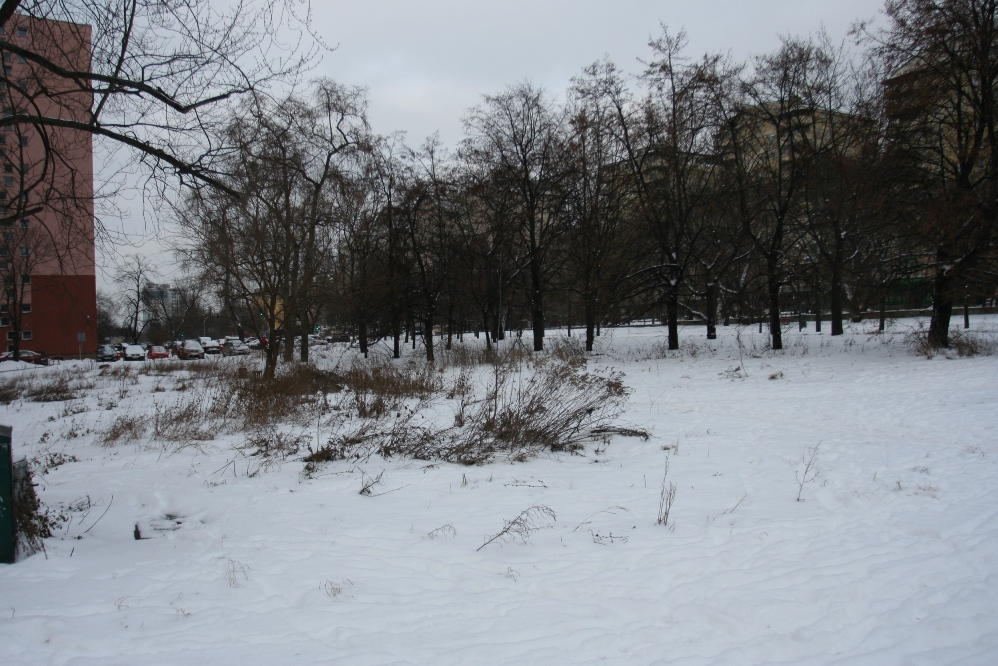
Skwerek przy posesji Okopowa 14, dawniej zachodnia, angielska część Ogrodu

Feliks Rembaczewski był znanym warszawskim restauratorem; miał kamienicę na Nowym Świecie, gdzie prowadził swój popularny w mieście lokal i oferował pokoje gościnne. Posesje które kupił na Lesznie oznaczone były jako działki Leszno 695 i 696; po jego śmierci w roku 1840 lub 1841 formalnie stały się własnością wdowy, Maryanny Rembaczewskiej. Dokładny kształt posesji jest niejasny. Wiadomo, że od zachodu graniczyła ona z zadrzewioną drogą wiodącą po wewnętrznej stronie wału. Według niektórych map grunty Rembaczewskich zajmowały całą, około 150-metrową szerokość między Lesznem a Żytnią, a według innych mogły one mieć szerokość raczej około 100 metrów i na północy graniczyć z innymi działkami, według katastru przypisanymi już do ulicy Żytniej. W pierwszym przypadku całość miałaby powierzchnię około 4 hektarów, w drugim około 3 hektarów. Nie wiadomo, czy Rembaczewski od początku kupił posesje z myślą o prowadzeniu działalności restauracyjno-rekreacyjnej. Najprawdopodobniej w drugiej połowie lat 30. XIX wieku zaczął on przysposabiać ogród do użytku publicznego, ale szczegóły są nieznane; wiadomo, że teren działki został ogrodzony. W części zachodniej posesja miała charakter ogrodu angielskiego z gwiaździście rozchodzącymi się alejkami; środkowa miała charakter zadrzewiony, stał na niej Pałacyk Forestiera, istniał mały placyk oraz niewielki pagórek; w części wschodniej na mapach widnieje teren zadrzewiony z kilkoma alejkami w układzie krzyżowym. Zakład otwarty został w początkach maja 1838 roku. Z czasem właściciele zaczęli zamieszczać anonse w prasie warszawskiej, która oprócz reklam również w materiałach redakcyjnych pisała o „pięknym ogrodzie” czy „ogrodzie spacerowym”. Wśród mieszkańców Warszawy teren ten stał się znany jako „ogród Rembaczewskiego”, a po śmierci restauratora jako „ogród Rembaczewskiej”; pod takimi nazwami pisały też o nim warszawskie gazety.

## Działalność ogrodu

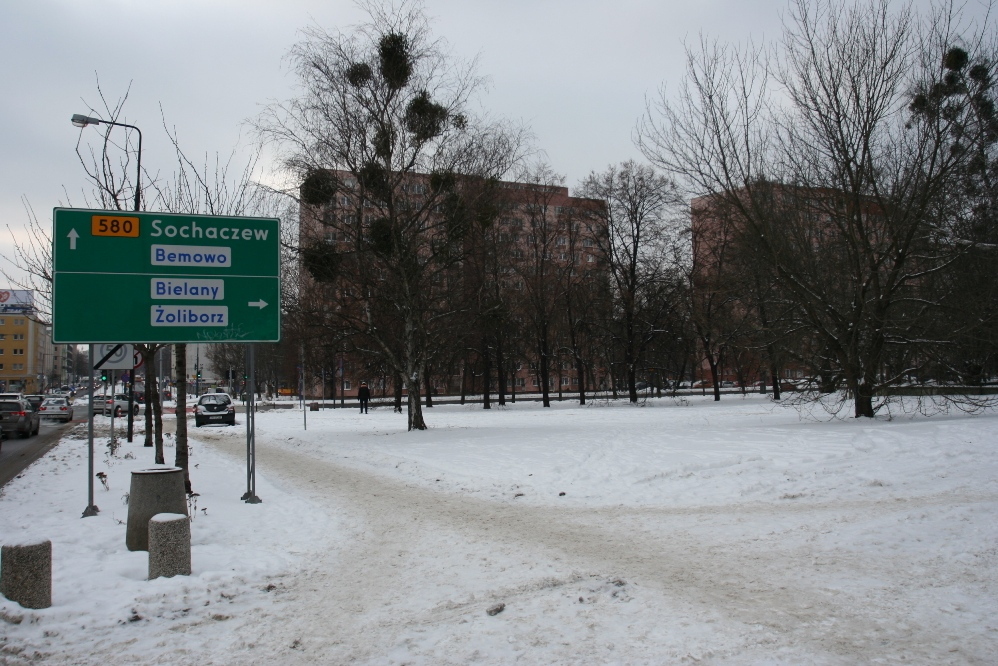
Skwerek przy posesji Żytnia 15; przy zielonej tablicy znajdowało się dawniej wejście do Ogrodu

Nie wiadomo czy ogród funkcjonował w trybie całorocznym czy sezonowo; anonse prasowe pojawiały się tylko w okresie od kwietnia do października. Za wstęp od osób dorosłych pobierano opłatę 10 groszy, dzieci wchodziły za darmo. Rembaczewski prowadził na swoim terenie działalność restauracyjną; za dodatkową opłatą oferowano napoje i ciepłe posiłki, można też było zamówić wcześniej prywatne przyjęcie. Głównym punktem ogrodu był Pałacyk Forestiera, gdzie bawiono się w centralnym, okrągłym salonie. Obsługę stanowiły młode dziewczęta w strojach ludowych, stylizowanych na krakowskie. Starano się o dodatkowe atrakcje zgodnie z panującą modą. W pewnym okresie były to np. balony, które wznosiły się z terenu ogrodów. Prawdopodobnie nie odbywały one żadnych lotów; były to raczej balony bezzałogowe na uwięzi, które ku uciesze publiczności unosiły się kilkadziesiąt metrów nad ziemią. W początku lat 40. w ogrodach uruchomiono „karuzel”, posadowiony na „kolei żelaznej”. Goście ogrodu mogli też oglądać zawody sportowe, bo wyznaczał on jeden z etapów, na których ścigali się „szybkobiegacze”. Na okres letni Rembaczewski kontraktował wykonawców muzycznych, np. wrocławski ensemble Albrechta Hermana czy zespół śpiewaczy ze Styrii. Zdarzało się, że przez 3–4 dni w tygodniu koncertowały 40-osobowe zespoły orkiestralne. Po śmierci restauratora w roku 1841 wdowa usiłowała wydzierżawić ogród, niemniej pod starą nazwą działał on co najmniej przez cały kolejny sezon. Jeśli wierzyć prasie ogród cieszył się sporą popularnością; w towarzystwie mężczyzn odwiedzały go również kobiety. Wśród gości nie brakowało rosyjskich urzędników i wojskowych; zdaniem niektórych klientela rosyjskojęzyczna przeważała lub wręcz dominowała. Nie wiadomo, do kiedy ogród funkcjonował; ostatnie anonse prasowe pojawiły się w roku 1842, choć wymienia go jeszcze publikacja z roku 1844. Nie jest też jasne, dlaczego Rembaczewska zdecydowała o zamknięciu ogrodu i sprzedaży posesji. Część urządzeń zlicytowano na aukcjach publicznych.

## Dalsze losy posesji

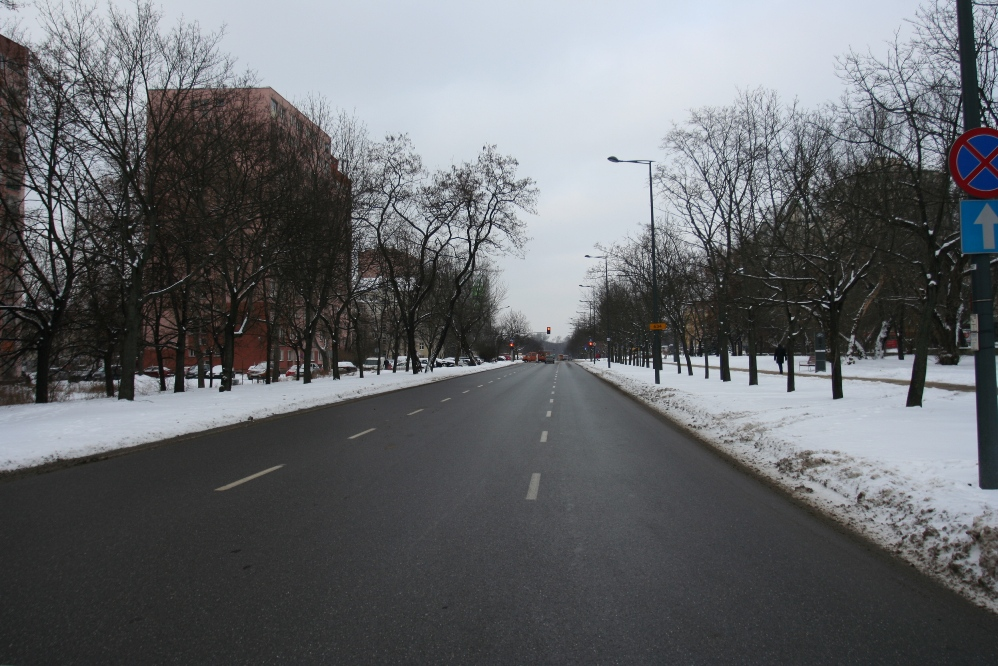
Wschodnia jezdnia ulicy Okopowej (widok na północ), dawniej centralna część Ogrodu

W roku 1852 teren po ogrodzie Rembaczewskiego kupił Stanisław Brüner, a w roku 1858 firma Sławiński i Ska. Postawiła ona nowoczesny, tzw. ośmiozłożeniowy młyn parowy o mocy 70 KM, a dookoła zbudowano piekarnię, magazyny, spichlerz, inne pomieszczenia gospodarcze, a nawet bocznicę kolejową. Wzdłuż północnej pierzei Leszna powstały z czasem inne, na ogół parterowe domy, ale pamięć o ogrodzie Rembaczewskiego trwała w Warszawie nadal: jeszcze w latach 60. i 70. w prasie nierzadko używano tej nazwy jako geograficznego punktu odniesienia, a nawet bezskutecznie próbowano wznowić działalność restauracyjną. W roku 1865 jako właściciel w księgach funkcjonował niejaki Gus Landau, a w roku 1866 Józef Kercelli. Zaangażowany w konflikt z miastem, do lat 90. wyprzedawał swoje działki, które podlegały na ogół dalszej parcelacji i coraz bardziej gęstej zabudowie przemysłowo-usługowej. Mimo to wydany w początku tamtej dekady przewodnik po Warszawie wspominał o „dawnym ogrodzie Rembaczewskiego”; autor z żalem zaznaczał, że „dziś pozostały po nim tylko piękne drzewa na kilku posesyach”. W tym okresie rejon miał już charakter handlowo-przemysłowy. Warszawiakom kojarzył się przede wszystkim z targowiskiem, które w XX wieku zyska miano Kercelaka, oraz z punktami usługowymi i fabrykami, które wyrosły dookoła; w okresie międzywojennym największe z nich były zakłady maszynowe Paschalskiego. W ramach akcji burzenia miasta cały kwartał zniszczyli Niemcy po Powstaniu Warszawskim. Po niemal piętnastoletnim okresie prowizorki w latach 50. XX wieku na wschodnich krańcach byłego ogrodu ulokowano dworzec autobusowy PKS, a w latach 60. na zachodnich krańcach zbudowano dwa duże bloki mieszkalne We wczesnych latach 80. przez środek dawnego ogrodu poprowadzono wschodnią nitkę ulicy Okopowej, a w końcu lat 90. na miejscu zlikwidowanego dworca spółdzielnia Strop zbudowała osiedle mieszkaniowe.